# Clavia

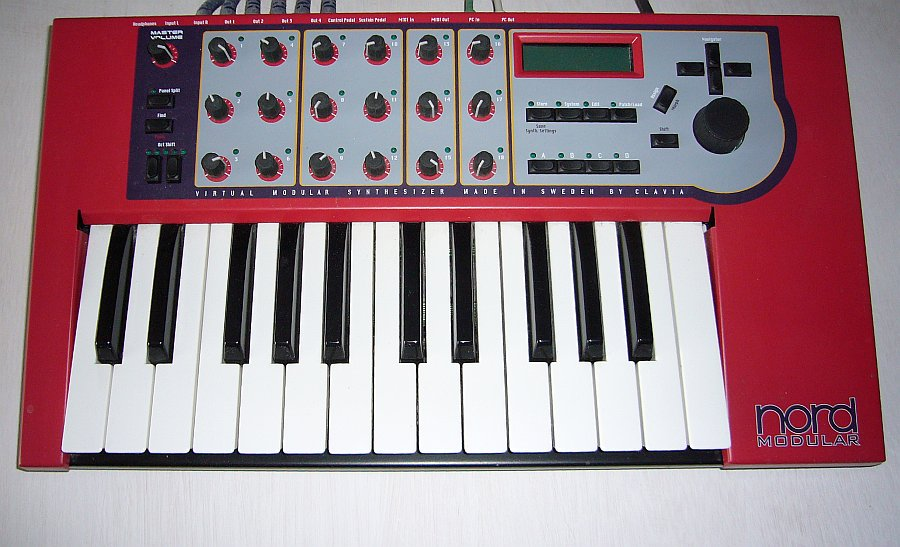
Clavia Nord Modular der ersten Generation

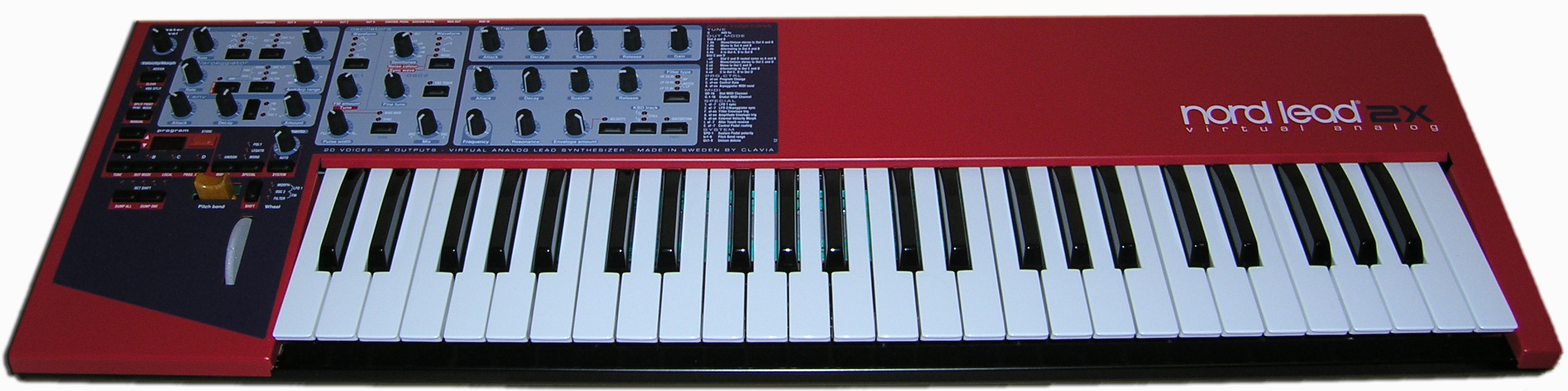
Clavia Nord Lead 2X

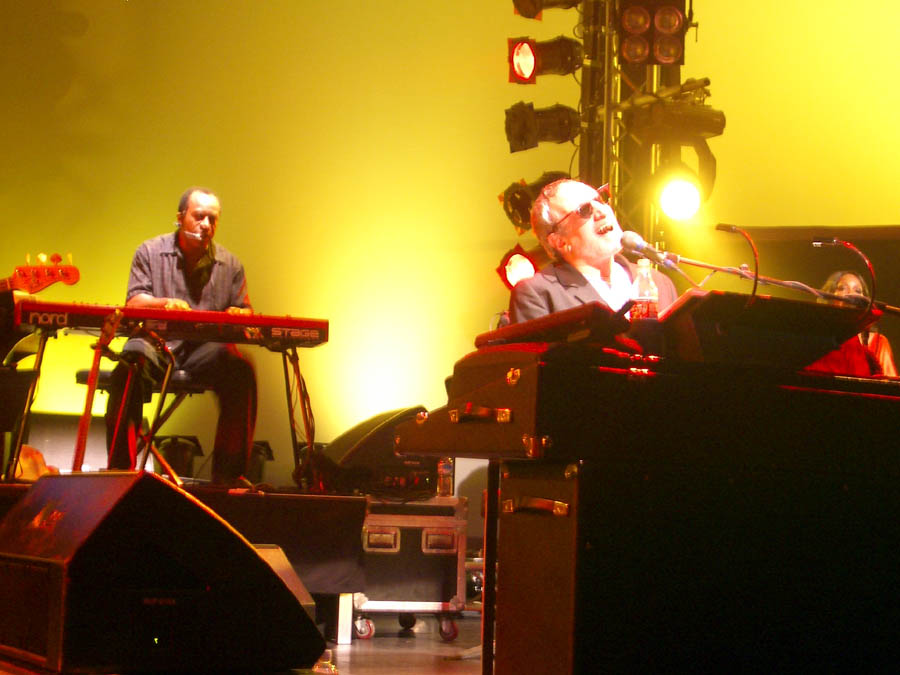
Clavia Nord Stage bei einem Konzert von Steely Dan 2007

Die Firma Clavia DMI ist ein in Stockholm ansässiger Hersteller von elektronischen Musikinstrumenten mit derzeit rund 30 Mitarbeitern. Die Produktpalette besteht aus Synthesizern und Emulatoren von klassischen Tasteninstrumenten der Rock- und Jazz-Musik.

## Firmengeschichte
Clavia wurde 1983 von dem Keyboarder Hans Nordelius gegründet. Zunächst wurden Drumcomputer und E-Drums mit der Bezeichnung ddrum hergestellt. Die ddrum-Reihe wurde 1998 vom amerikanischen Distributor Armadillo Enterprises aufgekauft und weitergeführt.
Seit der Veröffentlichung des Nord Lead 1995 konzentriert sich die Firma auf die Entwicklung von Tasteninstrumenten.

## Instrumente
Musiker, die Instrumente von Clavia spielen, loben neben dem Klang die Verarbeitungsqualität, die einfache Bedienung und die langfristige Pflege der Modelle durch Updates und das Bereitstellen neuer Sounds.
Eine Besonderheit der von Clavia hergestellten Instrumente ist der „Pitchstick“, der anstelle eines Pitchwheels für die Tonhöhenbeugung bei den Instrumenten mit Tastatur zuständig ist. Instrumente von Clavia fallen wegen der kräftigen roten Farbgebung des Instrumentengehäuses auf.
Seit 1995 stellt Clavia Synthesizer her. Mit dem Nord Lead wurde der erste virtuell analoge Synthesizer auf den Markt gebracht.
Der 4-stimmige Nord Lead konnte mit einer Erweiterungsplatine auf 12 Stimmen aufgerüstet werden.
1998 folgt der 16-stimmige Nord Lead 2, der mit einigen Verbesserungen (Distortioneffekt, verbesserte Filteralgorithmen usw.) auf den Markt kam. In erweiterter Form wurde er viele Jahre als Nord Lead 2X hergestellt.
Der 24-stimmige Nord Lead 3 erschien als komplette Überarbeitung des Vorgängers auf dem Markt. Besonders hervorzuheben sind neben jetzt 3 statt 2 Oszillatoren, erweiterten Frequenzmodulationsmöglichkeiten die Endlos-Drehsteller mit LED-Kränzen, an denen man die genaue Reglerstellung auch im dunklen ablesen kann.
Ein besonderes Instrument brachte Clavia mit dem Nord Modular auf den Markt. Er besteht aus einem Hardwareinstrument mit bis zu 32 Stimmen und einem Computerprogramm, mit dem ein Modularsynthesizer dargestellt und verschaltet werden kann. Die Verschaltung der einzelnen Module (Oszillatoren, Filter, Stepsequenzern, Vocoder, Effektgeräten, Amps etc.) erfolgt am Computer (Microsoft Windows und Mac OS). Dadurch entfallen die typischen Beschränkungen gegenüber reinen Modularsystemen, bei denen jeder Baustein physisch vorhanden sein muss. Die Beschränkung liegt im Falle des Nord Modular nur in der im Instrument bereitgestellten Rechenleistung. Die Hardware besitzt analoge Eingänge, damit die Bausteine auch auf externe Signale angewendet werden können, zum Beispiel bei der Nutzung des Instruments als Vocoder oder Effektgerät.
Erwähnenswert ist noch der Nord Micro Modular, der mit der gleichen Software wie die großen Modelle konfiguriert wurde, aber im Gerät selbst über eine geringere Rechenleistung verfügte. Er wird heute am ehesten als Effektgerät benutzt.
Im Gegensatz zu konkurrierenden Computerlösungen (Plug-ins), bei denen der PC die Klangerzeugung übernimmt, setzen die Modular-Instrumente auf eigenständige Hardware mit entsprechend höherer Ausfallsicherheit im Bühnenbetrieb.
2007 wurde der Nord Wave veröffentlicht, ein virtuell-analoger und samplebasierter Synthesizer.
Von 2007 bis ca. 2020 produzierte Clavia auch die mit zwei Manualen ausgestatteten Orgel-Simulatoren C1, C2 und C2D. Während die C1 nur die Hammond B3, Vox Continental und Farfisa Compact Deluxe beinhaltete, wurde bei der C2 eine Kirchenorgel ergänzt. Im Laufe dieser Zeitspanne entstanden mehrere konkurrierende Produkte anderer Hersteller, namentlich Hammond als Originalhersteller.
Der Nord Stage (EX) ist als Stage-Piano konzipiert. Neben einer an der C1 orientierten Orgelsimulation verfügt er über Tasteninstrumente wie das Fender Rhodes, das Wurlitzer, das Clavinet und verschiedene Flügel und Klaviere. Zusätzlich steht eine virtuell-analoge Synthesizersektion zur Verfügung. Das Instrument ist in Versionen mit 88 (gewichtete Tastatur), 76 und 73 Tasten (Waterfall-Tastatur) erhältlich und multitimbral ausgelegt.
Der Nord Electro verfügt ab der 3. Generation, bis auf den Synthesizer und die Multitimbralität, über dieselben klanglichen Möglichkeiten wie der Nord Stage. Er ist mit 73 und 61 ungewichteten Tasten (Nord Electro 4D, Nord Electro 4), sowie in einer mit 73 gewichteten Tasten ausgestatteten Version (Nord Electro 4 HP), aktuell in der vierten Generation erhältlich. Das Kürzel "HP" steht für Hammer-Action Portable. Die Hauptunterschiede zur dritten Generation sind erweiterter Speicher (für Klänge), "C2D B3 tone wheel simulation" und USB MIDI.
Das Nord Electro und das Nord Electro 2 unterschieden sich lediglich in der Software und jedes Instrument der ersten Generation kann auf ein Nord Electro 2 upgedatet werden.

## Nord Sound Library
Das Besondere an allen aktuellen Nord-Instrumenten ist die Möglichkeit, Sounds/Samples im Gerätespeicher auszutauschen. Die erforderlichen Dateien und die Übertragungssoftware können kostenlos von der Nord-Website geladen werden. Die Sound Library unterteilt sich in die Piano Library, die Sample Library und die Vox and Farfisa Library. Zurzeit sind über 180 Klänge kostenfrei erhältlich.

## Zeitlinie der Instrumente von Clavia
- 1983–1998 ddrum in verschiedenen Ausführungen
- 1995–1998 Nord Lead, Nord Rack
- 1998–2003 Nord Lead 2, Nord Rack 2
- 1997–2003 Nord Modular, Nord Modular Rack, Micro Modular
- 2003–2009 Nord Modular G2/G2X
- 2001–2005 Nord Electro, Nord Electro 2, Nord Electro 2 Rack, 2008 Nord Electro 3
- 2001–2007 Nord Lead 3
- Nord Lead 2X, Nord Rack 2X
- 2005–2011 Nord Stage, 2008 Nord Stage EX, Nord Stage 2
- 2007–2009 Nord C1, 2009-2012 Nord C2
- 2007 Nord Wave
- 2011 Nord Electro 3 HP
- 2012 Nord Piano 2,[3] Nord C2D (bis ca. 2020),[4] Nord Electro 4D,[5] Nord Drum[6]
- 2014 Nord Lead A1
- 2015 Nord Stage 2 EX[7]
- 2016 Nord Piano 3
- 2017 Nord Stage 3[8]
- 2018 Nord Piano 4[9]
- 2018 Nord Electro 6
- 2019 Nord Grand
- 2020 Nord Wave 2
- 2021 Nord Piano 5
- 2023 Nord Stage 4[10]
- 2024 Nord Grand 2[11]
- 2025 Nord Piano 6,[12] Nord Organ 3[13]